# Manuela Ventura
Manuela Ventura (Catania, 24 luglio 1973) è un'attrice italiana.

## Biografia
Diplomatasi all'Accademia nazionale d'arte drammatica, ha intrapreso la carriera di attrice teatrale recitando in numerose opere sia con compagnie e produzioni indipendenti che nei circuiti dei Teatri Stabili, al Teatro Stabile d'Abruzzo (1996-99) e al Teatro Stabile di Catania (dal 1999).
Ha collaborato con vari registi teatrali e cinematografici e ha preso parte a numerose produzioni televisive.
Nel 2005 ha fatto le sue prime apparizioni televisive nell'episodio La pazienza del ragno della serie TV Il commissario Montalbano su Rai 1 e poi nella trasmissione Comedy Lab condotta da Marco Maccarini su MTV. Nel 2006 ha recitato nel film TV Il figlio della luna con Lunetta Savino. Dal 2007 al 2010 ha recitato in vari polizieschi come Distretto di polizia, Il capo dei capi, R.I.S. - Delitti imperfetti, Squadra antimafia - Palermo oggi e Il segreto dell'acqua. Nel 2009 ha recitato nel film La vita è una cosa meravigliosa di Carlo Vanzina. Dal 2011 interpreta il ruolo di Teresa Strano nella serie Questo nostro amore. Nel 2013 ha ricevuto il Premio Ciak Sicilia per Questo nostro amore. Ha preso parte al film Quo vado? di Gennaro Nunziante con Checco Zalone, uscito nelle sale nel gennaio 2016.

## Filmografia

### Cinema
- Volevo i pantaloni, regia di Maurizio Ponzi (1990)
- Una notte blu cobalto, regia di Daniele Gangemi (2009)
- La vita è una cosa meravigliosa, regia di Carlo Vanzina (2010)
- Anime nere, regia di Francesco Munzi (2014)
- Quo vado?, regia di Gennaro Nunziante (2016)
- Ninna Nanna, regia di Enzo Russo e Dario Germani (2017)
- Cetto c'è, senzadubbiamente, regia di Giulio Manfredonia (2019)
- Sulla stessa onda, regia di Massimiliano Camaiti (2021)
- Una boccata d'aria, regia di Alessio Lauria (2022)
- Primadonna, regia di Marta Savina (2022)
- La treccia, regia di Laetitia Colombani (2023)
- Santocielo, regia di Francesco Amato (2023)

### Televisione
- Comedy Lab, regia di Marco Maccarini (2005)
- Il commissario Montalbano - La pazienza del ragno, regia di Alberto Sironi (2006)
- Il figlio della luna, regia di Gianfranco Albano – film TV (2007)
- Distretto di Polizia 7, regia di Alessandro Capone – serie TV, episodio 7x10 (2007)
- Il capo dei capi, regia di Alexis Sweet ed Enzo Monteleone – miniserie TV (2007)
- R.I.S. 4 - Delitti imperfetti, regia di Pier Belloni - serie TV, episodio 4x16 (2008)
- Crimini bianchi, regia di Alberto Ferrari – serie TV (2008)
- Squadra antimafia - Palermo oggi, regia di Pier Belloni – serie TV, episodi 1x01 e 1x02 (2009)
- Il segreto dell'acqua, regia di Renato De Maria – serie TV (2011)
- Questo nostro amore, regia di Luca Ribuoli – serie TV (2012-2017)
- Questo è il mio paese, regia di Michele Soavi – serie TV, episodio 1x01 (2015)
- Rocco Chinnici - È così lieve il tuo bacio sulla fronte, regia di Michele Soavi – film TV (2018)
- Prima che la notte, regia di Daniele Vicari – film TV (2018)
- Io, una giudice popolare al Maxiprocesso, regia di Francesco Miccichè – docufilm (2020)
- Generazione 56k – serie TV (2021)
- Lea, regia di Isabella Leoni e Fabrizio Costa – serie TV (2022-2023)
- La lunga notte - La caduta del Duce, regia di Giacomo Campiotti – serie TV, episodi 1-2 (2024)
- Mascaria, regia di Isabella Leoni - film TV (2024)
- Imma Tataranni - Sostituto procuratore – serie TV, episodi 4x01-4x04 (2025)

### Web
- La mia esistenza d'acquario, regia di Lydia Giordano (2020)

## Teatro
- Marat/Sade, di Peter Weiss, regia di Pino Passalacqua (1994)
- Maria Maddalena o della Salvezza, da Marguerite Yourcenar, regia di Valentina Capone (1995)
- Gli ultimi giorni di pioggia, di Raffaella Battaglini, regia di Nicoletta Guidotti (1996)
- Edipo contro Edipo, testo e regia di Claudio Gioè (1996)
- Così è (se vi pare), di Luigi Pirandello, regia di Lorenzo Salveti (1998)
- She Loves Me, musical, regia di David Brandon (1998)
- Ifigenia, testo e regia di Claudio Gioè (1999)
- Le troiane, da Euripide e Seneca, regia di Micha van Hoecke (1999)
- Romeo e Giulietta, di William Shakespeare, regia di Lamberto Puggelli (2001)
- Anime, di Antonio Caruso e Federica Di Bella, regia di Federica Di Bella (2001)
- Complicati, di Plinio Milazzo, regia di Federico Magnano Di San Lio (2002)
- 'A vilanza, di Luigi Pirandello e Nino Martoglio, regia di Giovanni Anfuso (2003)
- L'avventura di Ernesto, di Ercole Patti, regia di Antonello Capodici (2004)
- Ombre, ispirato a Le relazioni pericolose, regia di Antonello Capodici (2004)
- Caligola night live, testo e regia di Claudio Gioè (2004)
- Il suicida, di Nikolaj Ėrdman, regia di Antonio Reina (2004)
- Il Tartufo, di Molière, regia di Filippo D'Alessio (2005)
- La lunga vita di Marianna Ucrìa, di Dacia Maraini, regia di Lamberto Puggelli (2006)
- Elettra, drammaturgia e regia di Federico Magnano Di San Lio (2006)
- Antonio e Cleopatra, di William Shakespeare, regia di Lamberto Puggelli (2006)
- Il Rosario di Federico De Roberto e L'altro figlio di Luigi Pirandello, regia di Giuseppe Dipasquale (2007)
- La gabbianella fortunata, testo e regia di Franco Giorgio (2007)
- Così è (se vi pare), di Luigi Pirandello, regia di Guglielmo Ferro (2008)
- La Comedia di Don Procopio Ballaccheri, notabile della Civita, da Nino Martoglio, regia di Lamberto Puggelli (2011)
- Il teatrino delle meraviglie, di Miguel de Cervantes, regia di Roberto Laganà Manoli (2012)
- Pietra magica pietra, di Pamela Toscano, regia di Salvo Piro (2012)
- Trash the Dress - Studio per una Medea postmoderna, di Roberta Torre (2013)
- Angela!, monologo da Mauro Livigni, regia di Monica Cavatoi (2015)
- Malacqua, di Nicola Pugliese, regia di Armando Pugliese (2015)
- La terra dei lombrichi, ideazione e regia di Chiara Guidi (2016)
- Agamennona di Nadia Spicuglia Franceschini (2018)
- La Prima, di Annalisa Bianchini, regia di Filippo Luna (2018)
- Marionette, che passione!, di Rosso di San Secondo, regia di Giuseppe Carullo e Cristiana Minasi (2019)
- Aiace, di Sofocle, regia di Giovanni Rizzuti (2019)
- Polvere di stelle, di Ruggero Maccari, regia di Angelo Tosto (2019)
- Lu cori nun 'nvecchia, da Nino Martoglio, regia di Enzo Vetrano e Stefano Randisi (2020)
- U sapiti com'è, di Francesca Sabato Agnetta, regia di Gilberto Idonea (2020)
- Pinocchio, di Franco Scaldati, regia di Livia Gionfrida (2021)
- Baccanti, di Euripide, regia di Laura Sicignano (2022)
- Si illumina la notte, da Franco Scaldati, regia di Livia Gionfrida (2024)